# Vires-Akka Chasma
Vires-Akka Chasma is een kloof op de planeet Venus. Vires-Akka Chasma werd in 1985 genoemd naar Vires-Akka, een Saami bosgodin.
De kloof heeft een lengte van 742 kilometer en bevindt zich in de quadrangles Snegurochka Planitia (V-1) en Lakshmi Planum (V-7).